# GSat–5P
GSat–5P műszakilag továbbfejlesztett indiai távközlési műhold. Az Insat–3E szolgálatát kellett volna átvennie.

## Küldetés
Tovább folytatni a távközlési műhold által biztosított szolgáltatások biztosítását (adatátvitelt [vétel-adás], a földi állomások adásának-vételének képességét, a beépített szolgáltatásokat - internet, távoktatás - végzését.

## Jellemzői
Építette és üzemeltette a Insat. Az üzemeltetésben részt vett az Indiai Űrkutatási Szervezet (angolul: Indian Space Research Organisation, ISRO).
Megnevezései: Gsat–5 (Geostationar Satellite);  Gsat–5P (Prime).
2010. december 25-én a Sriharikota rakétabázisról LC–11 (LC–Launch Complex) jelű indítóállványról egy GSLV D3 (414 tonna) hordozórakétával állították volna közepes magasságú Föld körüli pályára. A technikai hiba (irányíthatatlanság/a rakéta bukfencet vetett) következtében  elveszett (63.  másodperc) műhold miatt törölték az Insat-4D (Indian National Satellite System) programot, feladatát a Gsat–5P űreszköz vette át.
Három tengelyesen stabilizált (csillag-Föld érzékeny) űreszköz. Tömege 2250 kilogramm. Az űreszközhöz napelemeket rögzítettek (1700 watt), éjszakai (földárnyék) energiaellátását nikkel-kadmium akkumulátorok biztosították. A stabilitás és a pályaelemek elősegítése érdekében gázfúvókákkal volt felszerelve (az üzemanyag mennyisége 2843 kilogramm). Szolgálati idejét 12 évre tervezték. 12 + 6 konverter C-sávos, valamint KU-sávos tartományban dolgozott volna. 12 sáv biztosította volna Ázsia, Afrika és Kelet-Európa,  további 6 sáv India lefedettségét. Távközlési berendezései közvetlen digitális rádió- és internet átviteli szolgáltatást, tömörített televíziós műsorszórást és más kommunikációs szolgáltatásokat nyújtottak (internet, távoktatás).
2010. december 25-én rakétahiba miatt megsemmisítették.